# سير كند (شمس أباد)
سیر کند (بالفارسية: سیرکند) هي منطقة سكنية تقع في إيران في Shamsabad Rural District. يقدر عدد سكانها بـ 119 نسمة بحسب إحصاء 2016.